# Гільєрмо Квадра Фернандес
Гільєрмо Квадра Фернандес (ісп. Guillermo Cuadra Fernández, нар. 25 квітня 1984, Мадрид) — іспанський футбольний арбітр. Арбітр ФІФА з 2020 року. Належить до Комітету суддів Балеарських островів.

## Біографія
Після трьох сезонів у іспанській Сегунді, де він провів 58 ігор, він був підвищений до Прімери.
Дебютував у вищому іспанському дивізіоні як головний арбітр 17 серпня 2018 року в матчі «Жирони» проти «Реала Вальядолід» (0:0).
З 1 січня 2020 року отримав статус арбітра ФІФА. Першим міжнародним турніром для іспанця став молодіжний чемпіонат Європи 2021 року в Угорщині та Словенії, де Гільєрмо відсудив дві гри групового етапу.

## Статистика
| Категорія          | Країна | Рік       | Матчі |
| ------------------ | ------ | --------- | ----- |
| Сегунда Дивізіон Б |        | 2013–2015 | 27    |
| Сегунда Дивізіон   |        | 2015–2018 | 58    |
| Ла-Ліга            |        | 2018–     | 53    |